# Joy (banda)
Joy foi uma banda austríaca, que ficou famosa nos anos 80 devido aos sucessos  "Touch by Touch" (que alcançou o primeiro lugar na Áustria), "Hello" e "Valerie".

## História
A banda foi formada em Bad Aussee,   uma pequena cidade austríaca. Andy Schweitzer (26.02.60), Alfred Jaklitsch (22.01.60) e Manfred Temmel (
25.02.59) eram colegas de escola e já como adolescentes tocaram juntos em várias bandas amadoras; contudo, após acabarem os estudos, escolheram diferentes carreiras.  
Andy tornou-se um policia, Freddy começou a ensinar a
língua Alemâ e História e Manfred foi um popular DJ na discoteca"Orion", na cidade alemã de Traunreut. 
Os três amigos encontraram-se de novo em 1984 e decidiram conjugar esforços
numa carreira musical. Alguns meses depois conseguiram um contrato com a editora austríaca OK-Musica. Os donos da editora indicaram Michael Scheickl (23.03.57); (que representou a Áustria no festival da Eurovisão em 1982, como
líder do duo "Mess", com a canção "Sonntag") para guiar os três jovens talentos pelas curvas e perigos do show-business. 
O primeiro single dos JOY, "Lost in Hong Kong" (composto por Michael Scheickl  - usando o pseudónimo de M. Mell), foi editado emfevereiro de 1985. Não se tornou um grande êxito, mas a nova banda foi referida na
imprensa. O single seguinte "Touch by Touch", editado em setembro de 1985 e composto por Schweitzer e Jaklitsch, imediatamente alcançou o grande parte das paradas europeias. 
Na Áustria, "Touch by Touch" foi Nº 1 durante cinco semanas e tal como em Portugal e Espanha o single foi Disco de Ouro, com mais de 50.000 cópias vendidas em cada um destes países.
O terceiro single, "Hello", também composto por Michael Scheickl,
de novo se tornou num êxito. O primeiro álbum, também intitulado "Hello", esteve cinco semanas no primeiro lugar em diversas tops europeus.
Este facto trouxe á banda uma popularidade universal, com os seus álbuns vendidos em mais de trinta países. Mesmo uma faixa que não foi editada
como single, "Valerie", veio a ser um êxito na Europa Oriental: na URSS devido a um flexi-single editado pela revista "Krugozor" e na Hungria foi mais tarde tocado pela banda local "Inflagranty" (como "Te meg en").
Devido ás suas melodias positivas e letras apolíticas, a banda JOY transformou-se numa das poucas que atuaram para além da "cortina de ferro" - em 1986 e 1987 atuaram na RDA, no programa de TV " Ein Kessel buntes".
No verão de 1986, os JOY regressaram ao estudio para gravar um segundo
álbum, que se intitulou "Joy And Tears". A edição do álbum foi antecipada pela edição de um  single " Japonese Girls". Esta música levou os JOY a serem extremamente populares na Ásia. 
Na Coreia do Sul os JOY foram votados como os artistas
internacionais mais populares em 1986 - á frente de Madonna e Michael Jackson!
A digressão asiática, que levou os JOY em janeiro e fevereiro de 1987 a Bangkok, Hong Kong, Singapura, Taiwan e Seoul, foi presenciada por mais de 60.000 espectadores. Em Seoul, Coreia do Sul, os JOY tocaram perante uma audiência de 20.000 pessoas, 
Em Seul, na Coreia do Sul eles cantaram perante uma audiência de  20.000, no estádio Olímpico Jamsil onde apresentaram uma versão adaptada do êxito "Japonese Girls", com o título especial " Korean Girls".
Esta atividade de concertos foi acompanhada por um lançamento de uma compilação das melhores canções dos primeiros dois álbuns. 
Imediatamente após o regresso da Asia os JOY apresentaram alguns de concertos nos Estados Unidos da América   em S. José da Califórnia, especialmente para audiências de expressão chinesa e vietnamita. Os concertos tiveram lugar no famoso "Shrine Auditorium". Escusado será dizer que, nesta ocasião "Japonese Girls" foi convertida em "Chinese Girls"! Uma fotografia tirada em S. José serviu para mais tarde para acompanhar o single "Destination Heartbeat" que veio a ser a banda sonora do filme "Flucht in der Tod".
E depois na Europa fizeram concertos na Áustria natal, Alemanha, Portugal e Itália.
No final de 1987 a editora OK-Musica editou uma compilação de temas:
"Best of Joy". Para assinalar a chegada da era digital esta compilação foi editada num então novo suporte: CD. 
Em 1988 o teclista e coautor Andy Schweitzer, separou-se de Alfred Jaklitsch e Manfred Temmel. Tendo a permissão para usar o nome original da banda, convidou o vocalista Anzo (Hans Morawitz) e gravou um álbum intitulado "Joy", que foi editado pela Polydor em 1989.
Infelizmente nem o álbum, nem os singles ("Kissin' like friends", "She's dancing alone", "Born to sing a love song") figuraram nas tabelas de vendas.
Em 1994, dois membros da formação original - Alfred Jaklitsch e Manfred Temmel assinaram um contrato com a BMG e editaram um novo single - "Hello Mrs. Johnson". Pouco tempo depois, convidaram um novo teclista, Johannes Groebl (30.01.60) e editaram mais um single - "Felicidad", em 1995. 
Em 1996, foi gravado o álbum Full of Joy gravado através da BMG que tinha 12 canções. Este álbum que continha doze faixas foi concluído e todo o material de promoção foi impresso; contudo, a BMG tomou a decisão de não o editar.
Em 1997, Freddy Jaklitsch e Manfred Temmel criaram uma banda chamada "Seer", que mais tarde se tornou num dos projetos de maior sucesso da cena musical austríaca. Contudo, em 2008 Manfred Temmel abandonou os "Seer". 
Em junho de 1997os Joy atuaram no parque Gorky em Moscovo, Rússia no festival "Dancing City".
A 29 de novembro de 2002os Joy fizeram parte do primeiro festival "Disco 80", organizado por uma das mais populares estações de rádio da Rússia - "Autoradio". 
Em 2010, os três elementos da formação original decidiram juntar-se para celebrar o vigésimo quinto aniversário do seu primeiro sucesso.  Em outubro de 2010, os JOY atuaram no festival "Legends of Retro FM", em Moscovo; em novembro de 2010 um maxi CD com quatro novas versões do mega sucesso "Touch by Touch", viu a luz do dia.
A 1 de julho de 2011, os JOY editaram mais um álbum intitulado "Enjoy". Continha dez novas faixas, e também novas versões de êxitos, como "Touch by Touch" e "Valerie". Todo o acompanhamento vocal era de novo assegurado por Michael Scheickl. O álbum foi lançado na Austria pela editora "Major Babies" e alcançou a vigésima primeira posição na tabela de vendas austríaca. Em setembro de 2011 o álbum foi lançado na Rússia pela editora "CD-Land" e na Hungria foi distribuído pela " Hargent Media".
A 15 de julho de 2011, os Joy atuaram na Estónia, no Viljandi Retro Fest, um evento que foi presenciado por mais de sete mil espectadores da Estónia e Letónia.
Em novembro de 2011 os Joy atuaram de novo em moscovo, no festival
"Disco 80" que teve lugar no Estádio Olímpico. A colaboração com a "Autoradio" continuou: em agosto de 2012 os JOY atuaram em Naberezhnye Chelny, no Tartaristão e em abril de 2013 em Ulan-Ude, na Buriácia.
Desde maio de 2012,  com a dedicação a tempo inteiro de Alfred Jaklitsch ao seu novo projeto, um espetáculo folk cheio de sucesso, denominado por " Die Seer" este tem vindo a ser substituído  cada vez mais por Michael Scheickl nas atuações ao vivo. 

## Discografia

### Álbuns
- 1986 - Hello
- 1986 - Joy & Tears
- 1989 - Joy
- 2011 - Enjoy Austria #21

### Singles
- 1985 - Lost In Hong-Kong
- 1985 - Touch By Touch [#1 Austria, #18 Germany]
- 1986 - Hello [#26 Austria, #54 Germany]
- 1986 - Japanese Girls [#14 Austria]
- 1986 - Touch Me My Dear (Portugal)
- 1987 - Destination Heartbeat
- 1987 - It Happens Tonight
- 1987 - Black Is Black (Remix)
- 1988 - Kissin' Like Friends
- 1989 - She's Dancing Alone
- 1990 - Born To Sing A Lovesong
- 1994 - Hello, Mrs. Johnson
- 1995 - Felicidad
- 1998 - Touch By Touch 98
- 1999 - Touch By Touch (The Remake) (vs. Area 51!)
- 2010 - Touch By Touch 2011
- 2011 - Love Is All Around (Promo)
- 2011 - Sunshine Boogie
- 2013 - Megamix 2014
- 2017 - Lunapark
- 2020 - Mas, Mas, Mas

### Сompilações
- 1986 - Best
- 1987 - The Very Best Of Joy (Hong Kong)
- 1987 - Touch Re-Mix 87 (Hong Kong)
- 1991 - Best Of Joy (China)
- 2000 - Best Of Joy
- 2011 — Hits & More - Best Of
- 2011 — Hits & More - The Remixes & Rarities
- 2015 — The Original Maxi-Singles Collection And B-Sides